# Christian Nicolaus von Winsheim
Christian Nicolaus von Winsheim (russisch Христиан Никола фон Винсгейм, * 16. April 1694 in Anklam; † 4. Märzjul. / 15. März 1751greg. in Sankt Petersburg) war ein deutsch-russischer Astronom, Geograph und Konferenzsekretär der Kaiserlichen Akademie der Wissenschaften in Sankt Petersburg.

## Leben
Winsheim wurde 1694 in der damals zu Schwedisch-Pommern gehörenden Stadt Anklam geboren. 1711 wurde er an der Universität Rostock immatrikuliert.
1718 ging er nach Russland und wurde Privatlehrer in Sankt Petersburg. Nach der Gründung der Akademie der Wissenschaften im Jahr 1724 übernahm er Übersetzungsarbeiten für diese und wurde durch Vermittlung des französischen Astronomen Joseph-Nicolas Delisle 1731 zunächst Adjunkt für Astronomie und 1735 außerordentlicher Professor und zugleich Akademiemitglied. An der Akademie lehrte er mathematische Geographie. Nachdem er für kurze Zeit an astronomischen Beobachtungen beteiligt war, konzentrierte er sich in der Folgezeit auf die Prüfung von astronomischen Daten und Berechnungen, die ihm zugeschickt wurden, führte eigene Berechnungen durch und stellte Tabellen zusammen und veröffentlichte Kalender mit astronomischen Kommentaren. Er kombinierte mathematische Geographie und Astronomie und war maßgeblich an der Erstellung der ersten Karten des Russischen Reiches beteiligt. Daneben veröffentlichte er Aufsätze zur Astronomie. Nachdem Delisle 1747 Russland verlassen hatte, übernahm Winsheim pro forma die Leitung der Sternwarte der Akademie, beteiligte sich aber nicht an astronomischen Beobachtungen. Nikita Popow war einer seiner Mitarbeiter.
Von Juli 1742 bis Juli 1746 und von März 1749 bis zu seinem Tod im Jahr 1751 war er Konferenzsekretär (russisch Конференц-секретарь) der Akademie.